# Puff Adder
Pour les articles homonymes, voir Adder.
Puff Adder est un super-vilain appartenant à l'univers de Marvel Comics. Il est apparu pour la première fois dans Captain America #337, en 1988.

## Origine
Puff Adder (de son vrai nom Gordon Fraley) est un mutant né à Atlanta, Géorgie. Doté du pouvoir d'exhaler plusieurs types de gaz et d'augmenter sa masse corporelle dans une certaine mesure, il abandonna vite le lycée et travailla dans un premier temps pour l'A.I.M. 
Il fut ensuite recruté par la Vipère pour infiltrer la Société du serpent, tout comme Fer-de-Lance, Black Racer et Coachwhip... Leur première mission consistait en un braquage de casino à Las Vegas, mais ils furent stoppés par Captain America.
Plus tard, les Déviants Ghaur et Llyra les engagèrent comme mercenaires. Puff Adder fut envoyé avec Boomslang et Asp en Terre Sauvage retrouver une idole de pierre, où ils furent arrêtés par Wolverine et Dazzler. 
On le revit à la vente d'arme organisée par l'A.I.M. sur l'île de Boca Caliente.
Il a récemment perdu ses pouvoirs à la suite des évènements de la mini-série House of M.

## Pouvoirs
- Puff Adder est un mutant possédant une force à la limite du surhomme.
- Puff Adder peut enfler pour atteindre 3 m de haut. Sa peau est alors assez épaisse pour résister aux coups portés par des humains. Sa masse augmente de 2,5 fois (il pèse alors plus de 250 kg).
- Sa peau et son costume sont traités pour résister aux corrosifs.
- Il peut aussi cracher un acide concentré, assez fort pour dissoudre des cadenas d'acier en quelques secondes.
- C'est un excellent pilote.